# منگوگ
منگوگ (به انگلیسی: Mangog) یک شخصیت خیالی شرور بزرگ در کتاب‌های کامیک منتشر شده توسط مارول کامیکس است؛ و برای اولین بار، در شمارهٔ ۱۵۴ از مجموعه ثور در ژوئیه ۱۹۶۸ معرفی شد.